# Raymond de la Haye
Raymond de la Haye, né à Lierre le 30 mars 1882 et mort au combat à Barchon le 5 ou le 6 août 1914, est un peintre et un dessinateur belge.
Son champ pictural couvre les paysages et les portraits. Ses œuvres sont notamment conservées à la Bibliothèque royale de Belgique et au Stadsmuseum Lier.
Féru d'ésotérisme, tel que prôné par Joséphin Peladan, il expose au Salon de Bruxelles de 1914 et aux cercles artistiques Vie et Lumière, L'Estampe et Doe Stil Voort.

## Biographie

### Famille
Raymond (Raymondus Joannes) de la Haye, né Grand-place no 18 à Lierre le 30 mars 1882, est le fils de Guillaume François de la Haye (1833-1889), marchand de draps détaillant en vêtements, né à Lierre et d'Anne Joseph Virginie De Han ou Dehan (1851), née à Spontin, mariés à Laeken le 13 mai 1879. Raymond de la Haye demeure célibataire et réside, jusqu'à la fin de sa vie, à Lierre, où il possède son propre atelier rue de la Vigne,.

### Formation
Orphelin de père à l'âge de sept ans, Raymond de la Haye est profondément affecté par cet événement qui engendre chez le futur artiste une mélancolie présente dans ses œuvres. Lors de ses études secondaires à Lierre, il devient ami avec le futur peintre et écrivain Félix Timmermans, de quatre ans son cadet, qu'il influence durablement. Raymond de la Haye bénéficie ensuite des cours d'Edward Wouters à l'Académie de dessin de Lierre. À partir de 1897, il devient l'élève de l'architecte et décorateur Alban Chambon à Schaerbeek, puis, en 1898, se forme dans l'atelier d'Henri Privat-Livemont, avec lequel il travaille en étroite collaboration et qu'il est contraint de quitter en 1902, en raison de son service militaire à Anvers. Il s'inscrit dès lors comme étudiant à l'Académie royale des beaux-arts d'Anvers.

### Carrière

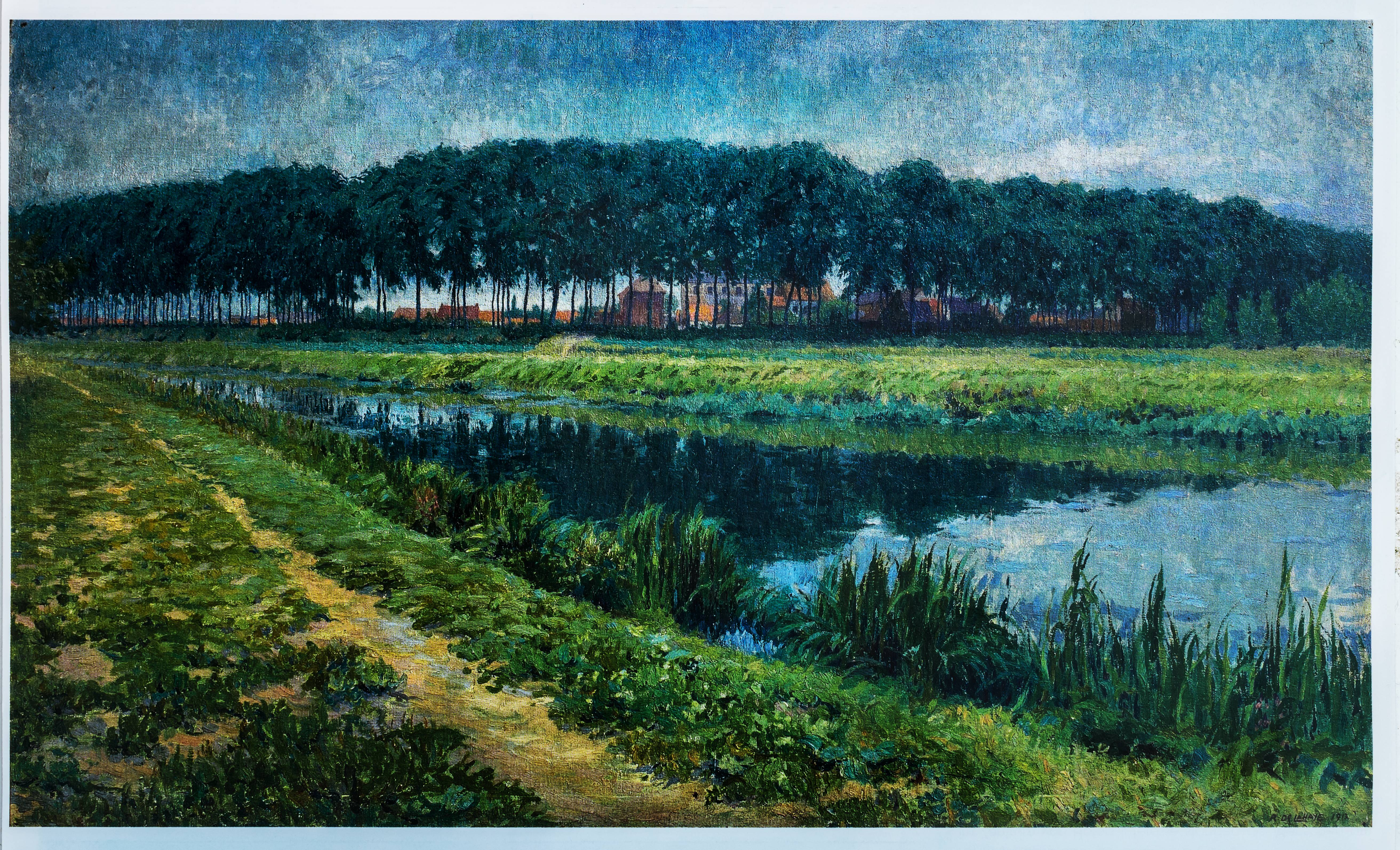
Vue de la Nèthe avec le Béguinage (1913) au Stadsmuseum Lier.

Sa première œuvre connue date de 1899, elle représente une rue du Béguinage de Lierre, thème caractéristique de son œuvre. Au début des années 1900, il entre également en contact avec des adeptes de la théosophie et étudie l'occultisme prôné par Joséphin Peladan. Il applique les règles et les codes vestimentaires de son mentor et adopte ses idées rosicrusistes esthétiques prônant un art exercé comme un sacerdoce. Il conserve également un souvenir mortuaire de l'occultiste Helena Blavatsky. Il mène, durant vingt ans une vie ascétique incluant le végétarisme et l'abstinence d'alcool. Durant l'hiver, il donne, dans son atelier deux ou trois conférences mensuelles sur ces sujets. Elles sont suivies pas des personnalités intellectuelles, lettrées et des artistes. Il se décrit lui-même comme un « pèlerin de l'absolu ». 
En 1902, ses convictions l'empêchent d'être admis à l'Institut supérieur des beaux-arts d'Anvers car Julien De Vriendt, professeur et directeur d'atelier, exige que Raymond de la Haye se conforme aux principes de l'Institut. Admirateur de Baudelaire et de Verlaine, il prise également la musique de Richard Wagner.
En 1908, il devient professeur à temps partiel d'arts plastiques à l'École normale supérieure de Lierre. En dépit de revenus désormais assurés, Raymond de la Haye éprouve un sentiment de solitude intérieure, se décrivant comme un homme sombre, agité et seul. Il participe à plusieurs expositions du cercle artistique Vie et Lumière, de même qu'à L'Estampe et Doe Stil Voort.
Au Salon de Bruxelles de 1914, qui ouvre ses portes le 9 mai, Raymond de la Haye expose trois dessins et une toile intitulée Printemps, jugée pleine d'ombres violettes et d'un aspect assez décoratif. Trois mois plus tard, la Première Guerre mondiale éclate en Belgique. Raymond de la Haye est mobilisé comme soldat au 9e Régiment de ligne. Arrivé le 3 août 1914, en province de Liège, il écrit, de Wandre, à sa mère : « Il fait très beau par ici. Devant nous, les tranchées sur une montagne, attendant l'Allemand qui ne viendra pas naturellement. […] Pour le reste, je ne crois pas que nous reviendrons de si tôt. On nous tient, et, ma foi, il faut y rester ». Il meurt au combat dès les premiers jours du conflit, lors de la bataille de Rabosée à Barchon dans la nuit du 5 au 6 août 1914, à l'âge de 32 ans. Il est inhumé au champ d'honneur du cimetière de Wandre-Rabosée.

## Œuvre

### Caractéristiques
Son champ pictural couvre les paysages en plein air et les portraits. Sa facture tend vers le symboliste. Elle est marquée par l'ésotérisme, sous l'influence de Jean Delville qui l'initie à l'univers spirituel de Joséphin Peladan. Son style est alerte de touche et recueilli de sentiment.
En 1904, il rencontre Edmond Verstraeten avec lequel il partage l'amour de la nature dans laquelle il cherche l'inspiration. Au retour d'un voyage de six mois à Paris, il étudie les théories scientifiques des couleurs appliquées par les peintres luministes, qu'il applique à ses œuvres, parfois « brumistes », prisant les tons lie de vin, Pourpre et mauves. À l'instar d'Émile Claus, sa technique est également pointilliste.
Au cours de la Première Guerre, bon nombre de ses œuvres sont détruites ou perdues.

### Expositions
- Exposition du cercle Vie et lumière (VIe) de novembre 1910, à Liège : L'Après-midi[9].
- Exposition de la Société royale des aquafortistes belges, salon du 25e anniversaire au Cercle artistique de Bruxelles de 1911 : Sacristie de village (dessin)[8].
- Exposition de Doe Stil Voort (Ve) en août 1911 : Enfants à la brouette[10].
- Exposition du cercle Vie et lumière (VIIe) du 2 au 25 septembre 1911 à Bruxelles : Jeune fille au miroir[11].
- Salon de Noël au Cercle artistique de Bruxelles en 1912 : Printemps[12].
- Salon de l'Estampe (7e) de janvier 1913[13].
- Salon de Bruxelles de 1914 : Printemps (peinture), Pont sur la Nèthe, Clarté languissante et Primavera (dessins)[7].
- Salon d'Anvers de 1920 (posthume) : Coin ensoleillé.
- Exposition rétrospective à Lierre en juin 1948 : Pont de Jambes (1912), Mois de juin ensoleillé (1909), Vue du béguinage, Jeune fille au miroir, Nazareth, Chapelle Sainte-Anne, Mois de mai, Automne, Coucher de soleil sur la Nèthe, Le Salon, Printemps,… ([4].
- Exposition rétrospective à Lierre en février 1965[6].

### Collections muséales
- Bibliothèque royale de Belgique : épreuves, dessins et maquettes.
- Stadsmuseum Lier : des peintures à l'huile (dont sa sœur Mathilde et Siegfried), des dessins, des pastels (autoportrait), sa palette personnelle[14]